# Джеррі Фолі
Джеральд Джеймс Фолі (англ. Gerald James Foley, нар. 22 вересня 1932, Вер, Массачусетс) — канадський хокеїст, що грав на позиції крайнього нападника.

## Ігрова кар'єра
Професійну хокейну кар'єру розпочав 1951 року.
Протягом професійної клубної ігрової кар'єри, що тривала 19 років, захищав кольори команд «Торонто Мейпл-Ліфс», «Нью-Йорк Рейнджерс», «Лос-Анджелес Кінгс» та низки інших клубів нижчих північноамериканських ліг.
Загалом провів 151 матч у НХЛ, включаючи 9 ігор плей-оф Кубка Стенлі.